# Verziendheid
Verziendheid (hypermetropie, hypermetropia) is een oogafwijking waarbij een persoon zonder accommodatie van het oog niet scherp kan zien.
Verziendheid wordt veroorzaakt door een te korte oogas of een te geringe sterkte van het brekend stelsel van het oog (hoornvlies plus ooglens), waardoor het beeld van voorwerpen 'achter het netvlies' gevormd wordt. Om voorwerpen scherp op het netvlies te krijgen, zal de ooglens voortdurend moeten accommoderen, wat vermoeiend is en hoofdpijn kan geven alsmede branderige ogen en concentratieproblemen; met name in de avond. Dit heeft wel zijn grenzen, bij hoge positieve sterktes en voorbij de leeftijd van 40 jaar kan ook in de verte niet scherp gezien worden.
Bij het kijken naar voorwerpen die dichtbij zijn wordt het accommodatievermogen nog verder onder druk gezet. Naast de accommodatie om op de verte te corrigeren zal hier bovenop nog meer geaccommodeerd moeten worden om het nabij voorwerp scherp te zien. Vooral bij mensen met hoge positieve sterktes en/of die de leeftijd van 40 jaar naderen zal het accommodatievermogen niet genoeg zijn om de volledige nabij accommodatie te halen. Hierdoor zullen voorwerpen dichtbij niet scherp worden waargenomen.
De bril hier tegen is een bril om de accommodatie op de verte op te heffen (meer accommodatievermogen vrijmaken) en is dus geen leesbril ondanks dat ze dezelfde functie lijken te vervullen.
Een bril met positieve (convexe) lenzen kan verziendheid compenseren. 
Verziendheid wordt tijdens routine-onderzoek van het zicht (bijvoorbeeld op school) vaak niet ontdekt, aangezien daarbij meestal alleen het zicht op afstand onderzocht wordt.